# هوراس إلمو نيكولز
هوراس إلمو نيكولز (بالإنجليزية: Horace Elmo Nichols)‏ هو قاضي ومحامي أمريكي، ولد في 16 يوليو 1912 في إلكمونت في الولايات المتحدة، وتوفي في 8 يونيو 2000.